# Ranrupt
Ranrupt [ʁɑ̃ʁy] (Roggensbach en allemand) est une commune française située dans la circonscription administrative du Bas-Rhin et, depuis le 1er janvier 2021, dans le territoire de la Collectivité européenne d'Alsace, en région Grand Est, anciennement en région Alsace. Elle appartient au canton de Mutzig et à l'arrondissement de Molsheim.

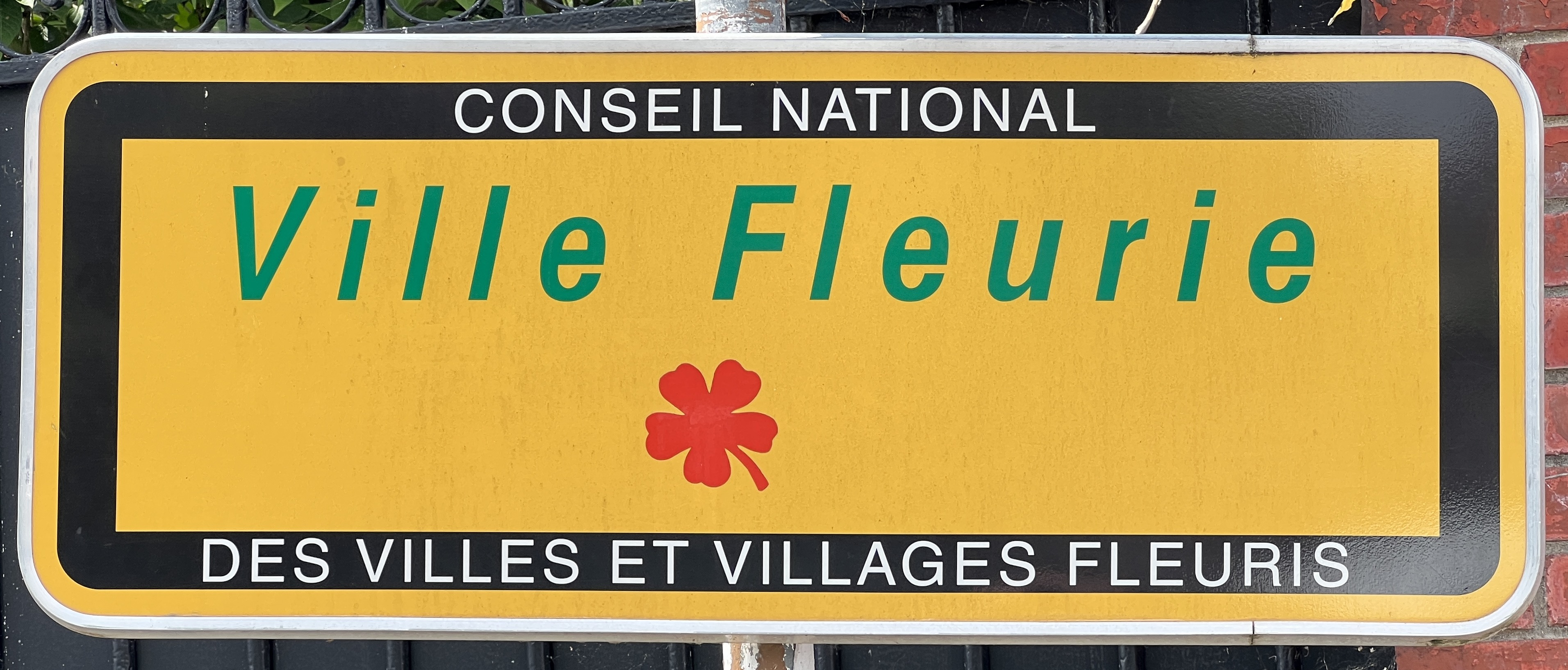
La récompense "Ville Fleurie", également connue sous le nom de "Villes et Villages fleuris, anciennement appelée concours, a été créée en 1959 en France pour promouvoir le fleurissement, l'environnement de vie et les espaces verts.

## Géographie

### Un espace montagnard faiblement peuplé
Ranrupt est une commune montagnarde aujourd'hui à l'écart des grands axes de circulation. Le territoire communal de 1 468 ha s'étage entre 481 m d'altitude (en aval des anciennes prairies humides de Ranrupt sur la rivière Climontaine) et 1 015 m d'altitude (au-dessus des Hauts Bois, à l'ouest de la forêt de Schirgoutte et du col de la Charbonnière).
Le village allongé concentre une fraction importante de sa population en son centre (510 m d'altitude). La commune compte aujourd'hui 349 habitants contre 299 en 1997 et sa densité est une des plus faibles du massif des Vosges : environ vingt habitants par kilomètre carré. Cette situation est le résultat d’un exode rural constant observé depuis les années 1880. En 1982, la population active résidente travaillait majoritairement en dehors des cantons montagnards de Saâles et de Villé.

### Un habitat éclaté en hameaux et écarts
Fonrupt est un hameau situé à 570 m d'altitude dans le vallon adjacent à la vallée principale de la Climontaine, établit à gauche du ruisseau de Plaingoutte, sous le Fonruptgoutte et le Petit Bois. Stampoumont est à l'ouest de Ranrupt, sous le Grand Alhan, à côté des sources du ruisseau Méribeux qui emprunte une vallée forestière qui débouche au Grand-Pont, hameau de la commune de Colroy-la-Roche.
La Salcée est un hameau à l'ouest, en contrebas du petit col de la Salcée à 588 m d'altitude. La vieille route départementale 50 mène au col de Steige à 537 m d'altitude qui ouvre l'horizon sur la vallée du Giessen et le Val de Villé. Le col de Steige et le rain du Fossé sont franchis par la départementale 424 reliant en 17 km Villé à la route nationale 420 par Ranrupt.

### Communes limitrophes
| Colroy-la-Roche |         | Bellefosse |
|                 | Ranrupt |            |
| Bourg-Bruche    | Urbeis  | Steige     |

Il existe aussi une multitude de fermes éloignées dont la plupart, mal desservies, sont des résidences secondaires, soit sont abandonnées ou sont en ruines.

### Hydrographie
La commune est dans le bassin versant du Rhin au sein du bassin Rhin-Meuse. Elle est drainée par le ruisseau Climontaine, le ruisseau de l'Evreuil et le ruisseau le Meribeux,.

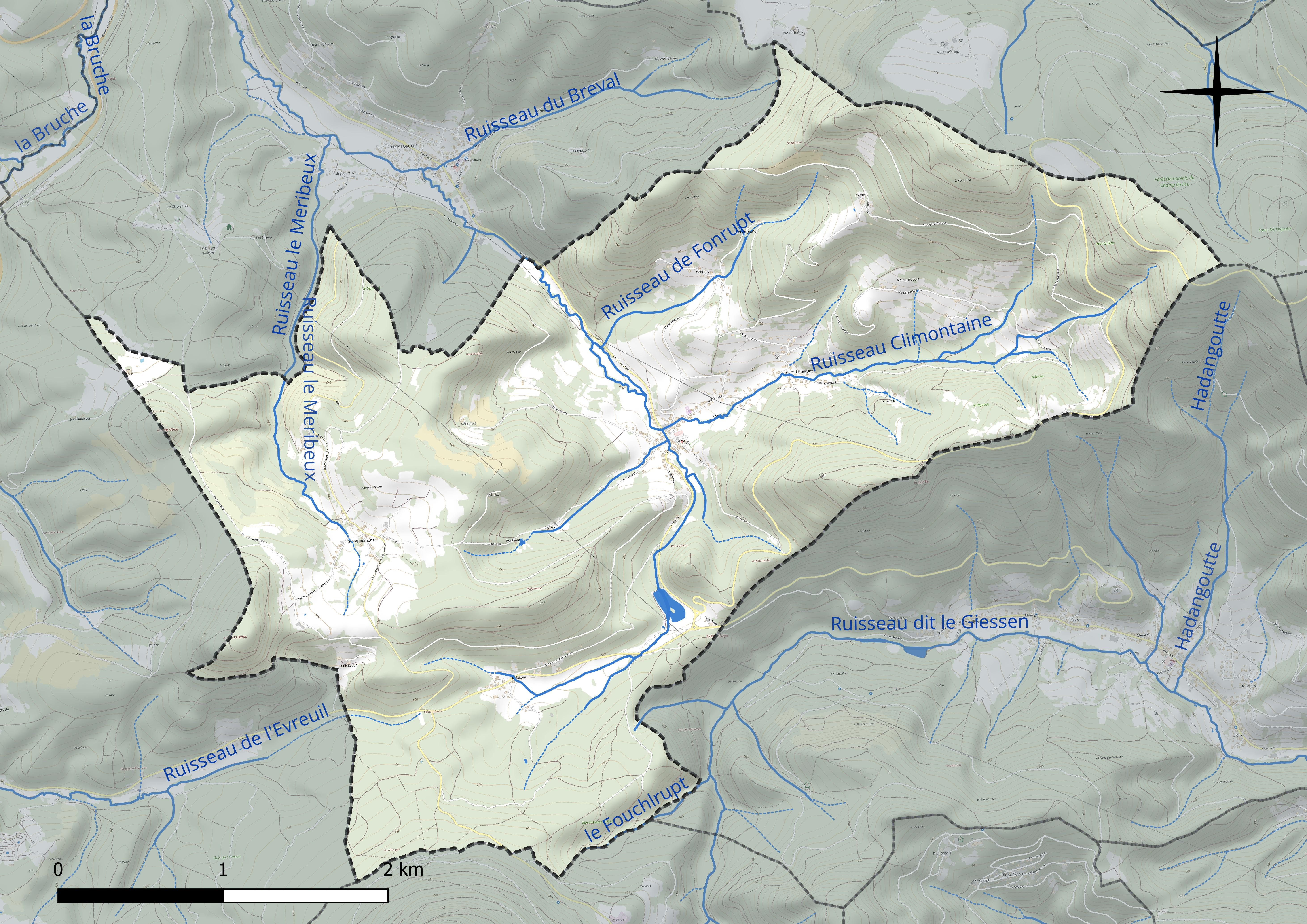
Réseau hydrographique de Ranrupt.

### Climat
Pour des articles plus généraux, voir Climat du Grand Est et Climat du Bas-Rhin.
En 2010, le climat de la commune est de type climat de montagne, selon une étude du Centre national de la recherche scientifique s'appuyant sur une série de données couvrant la période 1971-2000. En 2020, Météo-France publie une typologie des climats de la France métropolitaine dans laquelle la commune est exposée à un climat semi-continental et est dans la région climatique  Vosges, caractérisée par une pluviométrie très élevée (1 500 à 2 000 mm/an) en toutes saisons et un hiver rude (moins de 1 °C). 
Pour la période 1971-2000, la température annuelle moyenne est de 9 °C, avec une amplitude thermique annuelle de 16,6 °C. Le cumul annuel moyen de précipitations est de 1 210 mm, avec 12,7 jours de précipitations en janvier et 10,9 jours en juillet. Pour la période 1991-2020, la température moyenne annuelle observée sur la station météorologique de Météo-France la plus proche, « Belmont », sur la commune de Belmont à 5 km à vol d'oiseau, est de 7,0 °C et le cumul annuel moyen de précipitations est de 1 341,9 mm. 
La température maximale relevée sur cette station est de 30,9 °C, atteinte le 5 juillet 2015 ; la température minimale est de −20,3 °C, atteinte le 20 décembre 2009,,. 
Les paramètres climatiques de la commune ont été estimés pour le milieu du siècle (2041-2070) selon différents scénarios d'émission de gaz à effet de serre à partir des nouvelles projections climatiques de référence DRIAS-2020. Ils sont consultables sur un site dédié publié par Météo-France en novembre 2022.

## Urbanisme

### Typologie
Au 1er janvier 2024, Ranrupt est catégorisée commune rurale à habitat très dispersé, selon la nouvelle grille communale de densité à sept niveaux définie par l'Insee en 2022.
Elle est située hors unité urbaine et hors attraction des villes,.

### Occupation des sols
L'occupation des sols de la commune, telle qu'elle ressort de la base de données européenne d’occupation biophysique des sols Corine Land Cover (CLC), est marquée par l'importance des forêts et milieux semi-naturels (79,2 % en 2018), une proportion sensiblement équivalente à celle de 1990 (79,4 %). La répartition détaillée en 2018 est la suivante :  forêts (77,3 %), prairies (13,8 %), zones urbanisées (4,4 %), zones agricoles hétérogènes (2,6 %), milieux à végétation arbustive et/ou herbacée (2 %). L'évolution de l’occupation des sols de la commune et de ses infrastructures peut être observée sur les différentes représentations cartographiques du territoire : la carte de Cassini (XVIIIe siècle), la carte d'état-major (1820-1866) et les cartes ou photos aériennes de l'IGN pour la période actuelle (1950 à aujourd'hui).

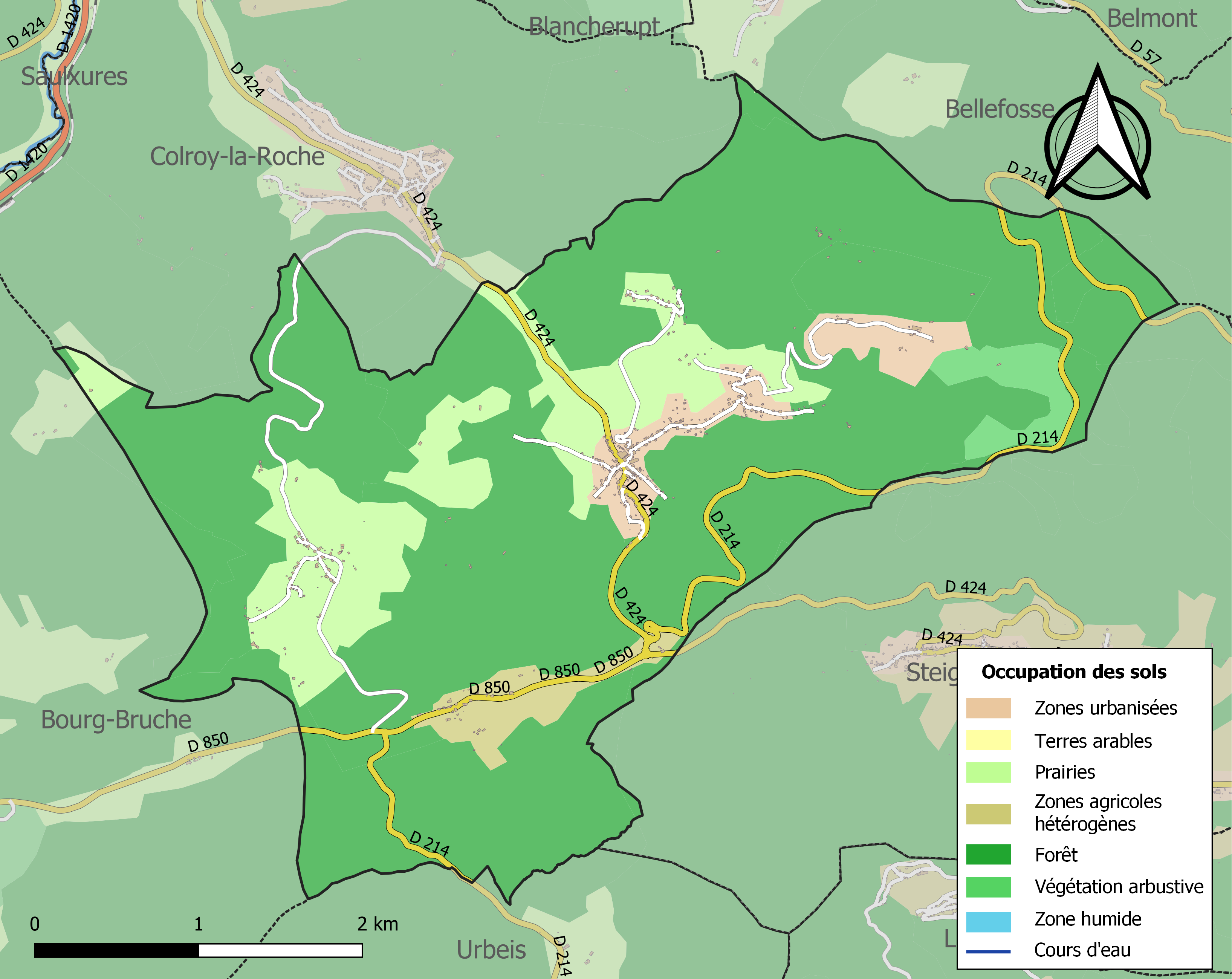
Carte des infrastructures et de l'occupation des sols de la commune en 2018 (CLC).

## Toponymie
Ranrupt est mentionné sous la forme Rognesbach en 1120, Ruginsbach en 1135, Ramru en 1261, Regensbach en 1303, Roggensbach en 1310, Roschbach en 1789.
L'explication de l'élément -rupt fait l'unanimité chez les toponymistes : il s'agit du terme ru « ruisseau » (graphié tardivement rupt par fausse étymologie savante),, explication confortée, si besoin est, par la forme allemande en -bach « ruisseau ».
L'identification du premier élément Ran- créé davantage de difficultés, car les formes les plus anciennes sont allemandes.
- Albert Dauzat et Charles Rostaing proposent le nom de personne germanique Hraban, mais aussi nom vieux haut allemand du corbeau, qui a évolué en Ram- > Ran- (cf. Bert-hraban > Bertram > Bertrand)[20].
- Ernest Nègre se base sur les formes allemandes et propose le nom de personne germanique Hrotgingus[18].

On connaît pour Ranrupt une traduction germanique plus contemporaine : Roggenbach (dont le premier élément a évolué en Roggen- qui signifie aussi « seigle »), il s'agit d'une transcription tardive qui n'a d'autre réalité qu'administrative. Des formes germanisées plus précoces Rognesbach en 1120 et Ruginsbach en 1135 montrent d'ailleurs qu'il s'agit d'un tout autre élément, compatible avec l'explication d'Ernest Nègre par le nom de personne Hrotgingus. Cependant, il n'est pas sûr que ce soit le nom de personne initial, car les seigneurs étaient d'expression germanique et les greffiers traduisaient systématiquement les noms de lieux et les noms de personnes rencontrés dans la partie welsche alsacienne de la vallée de la Bruche, du val de Villé et d'Orbey, dans une langue comprise par l'autorité, de sorte que l'explication de Dauzat et Rostaing reste valable eu égard à la forme romane.
L'isoglosse roman/germanique se situe historiquement dans le val de Villé entre Maisonsgoutte (Meisengotte) et Steige, et entre Villé (Willer) et Fouchy.
Le sens global du toponyme Ranrupt est donc « ruisseau (qui passe dans la propriété de) Hraban » ou « de Hrotgingus ».

## Histoire
On ne saurait être affirmatif en ce qui concerne le noyau d’un premier peuplement dans l’Antiquité à Ranrupt et l’étymologie de son nom n’apporte pas plus d’éléments allant dans ce sens. Néanmoins, on peut avancer l’hypothèse d’une occupation au haut Moyen Âge par une population de culture gallo-romaine.
L'habitat de Ranrupt est situé sur le tracé d'une route provinciale (venant du col du Hantz en territoire abbatiale de Senones) rejoignant l'antique route romaine du Champ du Feu (signalée par Strata en 1059) laquelle rencontre au col de Steige la via salinatorum. La mention de cette importante artère marchande autant que militaire reliant la plaine d'Alsace à la Lorraine, se trouve dans un diplôme royal de 661 ou 662. Le tracé de cette route est connu : venant de Raon-l'Etape par Nayemont et le col des Broques, elle relie Saâles, Bruche, l'Evreuil, La Salcée, Steige, Villé à la plaine du Rhin.
À l'époque médiévale, les communautés de Ranrupt et Stampoumont, respectivement dénommées en allemand Roggenbach et Stamberg, dépendent de la seigneurie de Villé, tout comme celles de Saales et Bourg-Bruche. À l'époque moderne, le territoire qui est assimilé au bailliage du Val-de-Villé (autorité territoriale).

### L'époque médiévale
Ranrupt est mentionnée dans une bulle du pape Callixte II en 1120. Le texte papal confirme l’attribution des terres et de la chapelle de « Rognesbach » dans les biens de l'abbaye de Honcourt(ou Hugshoffen), Val de Villé, Chapitre rural de Sélestat (subdivision ecclésiastique). Un document précise que les métayers (ou moîtriers) avaient à charge d’accompagner (sous leur protection ?) les convois de sels.
Lors du conflit qui oppose Walther de Geroldseck, évêque de Strasbourg, aux bourgeois de Strasbourg et leurs alliés, une troupe occupée à piller les terres appartenant à Rodolphe de Habsbourg (futur empereur) est surprise par les villageois assemblés qui tuent trente-cinq soldats. En représailles, Herrmann, le frère de l'évêque, se rend le 1er janvier 1262 avec une armée jusqu'à Bourg (Neufchasteau) pour le brûler, ainsi que Bruche, Saales (Sales), L'Evreuil (Leureuil), La Salcée, Stampoumont, Ranrupt (Ranru) et son église Saint-Vincent et Colroy-la-Roche (Conroi).La seigneurie de Villé est ensuite engagée auprès des nobles de Mullenheim de 1314 à 1556.
Ranrupt ainsi que les communautés situées sur son ban sont rattachées à la paroisse de Colroy qui est administrée par l'abbaye de Honcourt. Tout au long du XVe siècle, les populations montagnardes souffrent des pressions fiscales et des dîmes religieuses. Les moines de Honcourt, disposant de vastes greniers, spéculent sur les prix des bleds et gagne une mauvaise réputation auprès des villageois.

### L'époque moderne
En 1525, le soulèvement de la paysannerie d'Alsace (et de l'ensemble du sud de la Germanie) remet en question l'autorité seigneuriale et religieuse (guerre des Paysans -  Deutscher Bauernkrieg). Des habitants du village de Ranrupt profitent des troubles généralisés pour participer au pillage du monastère de Honcourt. Assignés devant la cour Impériale d'Ensisheim, ils ont à répondre du saccage et de l'incendie de ce monastère. En 1599, l'abbaye de Honcourt appauvrie est incorporée à l'abbaye d'Andlau ; acquisition confirmée par le pape Paul V en 1616.
Le comte George Jean de Veldenz, puis son fils Georges Gustave, entreprennent dès 1579 l'exploitation des gisements ferreux de Fonrupt et de Ranrupt, au centre même du village. La rentabilité des filons permet l'installation coûteuse d'un système de roues hydrauliques facilitant l'exhaure des eaux du fonds des galeries jusqu'au jour.
Lors de la guerre de Trente Ans, la couronne de Suède attribue en 1634 le bailliage de Villé aux comtes de Veldenz qui l'administrent tant bien que mal. Malheureusement, le retrait la même année de l'armée suédoise laisse le champ libre à la soldatesque des armées royales et impériales. Les mines sont abandonnées. À la fin du conflit, le pays se trouve considérablement dépeuplé. Ranrupt qui comptait 60 feux en 1634 n'en totalise plus que 40 en 1693.
Les traités « ambigus » de Westphalie de 1648 permettent au royaume de France de prendre possession du bailliage de Villé. Le Royaume a la mainmise militaire et économique sur presque toute l'Alsace. Le duché de Lorraine, hormis les territoires des Trois-Evêchés sous l'égide française depuis 1555, le comté de Salm, les territoires appartenant à Strasbourg, à Mulhouse, au duc de Württemberg, la principauté de Nassau-Sarrewerden échappent encore au roi. Ayant pris le contrôle effectif de la Lorraine sous Stanislas, l'intendant français, le chancelier Antoine de La Galaizière rattache après 1783 le Val de Villé à la subdélégation de Saint-Dié. L'Alsace n'est officiellement déclarée territoire français qu'en 1789.
Pendant la Révolution française, les communautés de Ranrupt, Fonrupt et Stampoumont sont réunies pour former la commune de Ranrupt.
En 1790, pour répondre au souhait de ses habitants, la commune est rattachée au canton de Saales, district de Saint-Dié, département des Vosges.
Malheureusement, la commune est dépourvu de services religieux par la vacance de la cure de Colroy-la-Roche. Profitant de cette absence de prêtre et de l'isolement géographique du lieu, dom Joseph Fréchard (1765-1849), ancien bénédictin de Moyenmoutier et de Senones, devenu prêtre réfractaire, s'installe dans la maison Colbé à Ranrupt et, se dénommant administrateur, développe une pastorale chrétienne en premier lieu dans la maison voisine avec les sœurs Colbé, puis entre Steige et Saales à partir de 1794. Cependant, dénoncé, puis arrêté à Ranrupt en 1798, dom Fréchard réussi à s'échapper.
Après le Concordat de 1801, le diocèse de Nancy prend les Vosges provisoirement sous son administration. La paroisse de Ranrupt est filiale de Colroy-la-Grande jusqu'en 1802. Il est possible que dom Fréchard qui a reçu la cure de Colroy-la-Grande ait obtenu cette émancipation en faveur des fidèles ayant soutenu son administration réfractaire.
Avec l'essor démographique des années 1830, l'église paroissiale Saint-Vincent, qui conserve, selon la tradition, des reliques préservées de saint Vincent de Saragosse, saint Léon IX, saint Sébastien et saint Théodore, fait l'objet de restauration d’urgence. La reconstruction de l'ensemble est entreprise après 1840 par le curé Elophe Victor Guilgot. Il fait appel aux fondeurs lorrains, Thouvenot et Gousel qui le fournissent la nouvelle église en cloches.
Au début de la monarchie de Juillet, comme sous la Restauration et l'Empire de Napoléon Ier, la riche famille Wolgemuth, diversement orthographié par les secrétaires administratifs d'Epinal, fournit plusieurs maires.

### Ranrupt selon les statistiques vosgiennes en 1845
La population de Ranrupt compte 1368 habitants en 1845, dont 130 électeurs censitaires qui élisent 12 conseillers municipaux. Le maire élu est monsieur Florence, assisté de son adjoint Georges. En tout, 313 ménages logent dans 230 maisons. Le père Guilgot est curé à Ranrupt.
Une école communale de garçons et de filles accueille 132 élèves. Deux autres écoles privées, l'une de filles et l'autre de garçons, accueillent chacune une soixantaine d'élèves. La commune dispose d'un bureau de bienfaisance. Les lettres sont reçues par le bureau de poste de Saint-Dié, via Saâles.
La surface communale de 1 515 ha comprend, hors les terres de chaumes en friches et les pans de montagnes stériles, zones non imposables et apparemment non déclarables de 550 ha, 325 ha de terres labourables, 247 ha en prés, 327 ha en bois et 17 ha en jardins, vergers et chenevières.
Les cultures principales sont le blé et le seigle, l'avoine et le sarrasin, et la pomme de terre. Chanvre et lin, orge et navette sont aussi cultivés. L'élevage important contribue au commerce de bétail qui vient alimenter le marché à bestiaux de Saâles.
Il existe quatre moulins à grains. Dans beaucoup d'habitations se trouvent des tissages à bras à l’image de ce qui se fait déjà au Ban de la Roche, activité qui procure aux cultivateurs un surplus de numéraire pour leur subsistance. Une entreprise de tissage Jung, installée dès 1838, emploie quarante à cinquante ouvriers. La scierie du Haut-fer, attestée par un acte de 1841, est une des nombreuses scieries de la commune.
Parmi les écarts sont nommés 
- les hameaux : Fonrupt, la Salsée, Stampoumont.
- les censes : l'Ahlon, le Chaudfour, les Hauts-Bois, le Prouemont.
- les fermes : l'Avrelle, la Goutelle, Montenbas, le Renon, le Teurçon.

Le signal de Ranrupt est à 958 mètres au-dessus de la mer.

### Dénombrements de la population
| 1750  | 1780  | 1802 | 1830  | 1840  | 1846  | 1848  | 1859  | 1863  |
| ----- | ----- | ---- | ----- | ----- | ----- | ----- | ----- | ----- |
| 1 200 | 1 100 | 907  | 1 143 | 1 344 | 1 368 | 1 318 | 1 202 | 1 301 |

| 1851  | 1880  | 1900 | 1936 | 1962 | 1982 |
| ----- | ----- | ---- | ---- | ---- | ---- |
| 1 325 | 1 000 | 832  | 587  | 399  | 277  |

### Ranrupt de son apogée à son déclin
Après une première baisse démographique, Ranrupt profite de la prospérité impériale pour repasser de 1202 habitants à 1346 habitants de 1859 à 1863. Le maire Strasbach se retire après 1869 et son adjoint Georges devient maire, assisté de l'adjoint Vohlgemut. Une pérennité relative est assurée au curé Guilgot et à l'instituteur public Humbert.
Par le traité de Francfort, signé le 10 mai 1871, une partie du canton de Saales est cédée par la France à l’Allemagne. Le retour de Ranrupt, détaché du département des Vosges à l’Alsace, recrée l’ancienne unité historique de la Haute Vallée de la Bruche. Ranrupt connait un fort exode démographique à la fin du XIXe siècle alors que l'essor textile des années 1830 décline. La vie basée sur la polyculture est rude, pénible et peu rentable. Souffrant de l'isolement économique et de l'absence de services, les entreprises industrielles ne peuvent se développer. Le canton de Saales revient à la France en 1919. Il en est de même en 1940 puis en 1945.
Les guerres successives de 1870, 1914 et 1939 conduisent beaucoup d'habitants, notamment les plus jeunes, à quitter ces plateaux montagneux aux paysages splendides aujourd'hui appréciés des randonneurs.

### Lieux remarquables
La chapelle Notre-Dame-des-Malades. Peu après 1861, le curé Guilgot lance une souscription pour bâtir une chapelle. Le cultivateur Jean-Baptiste Collé cède une parcelle de son terrain et la confrérie Notre-Dame-des-Malades qui gère la souscription édifie un petit édifice champêtre comportant un remarquable plafond en écorce se résumant à une petite niche contenant une statuette de la Vierge.
La scierie du Haut-fer, construite au XVIIIe siècle, est entièrement rénovée en 1884. Elle devient un musée après 1992 mais elle est détruite par un incendie et est aussitôt restaurée à l’identique. Elle est inscrite à l’inventaire supplémentaire des Monuments Historiques.
Une petite communauté protestante de cultivateurs et de fermiers réformés et luthériens, installée depuis le XVIIIe siècle, édifie un temple au Climont.

## Politique et administration

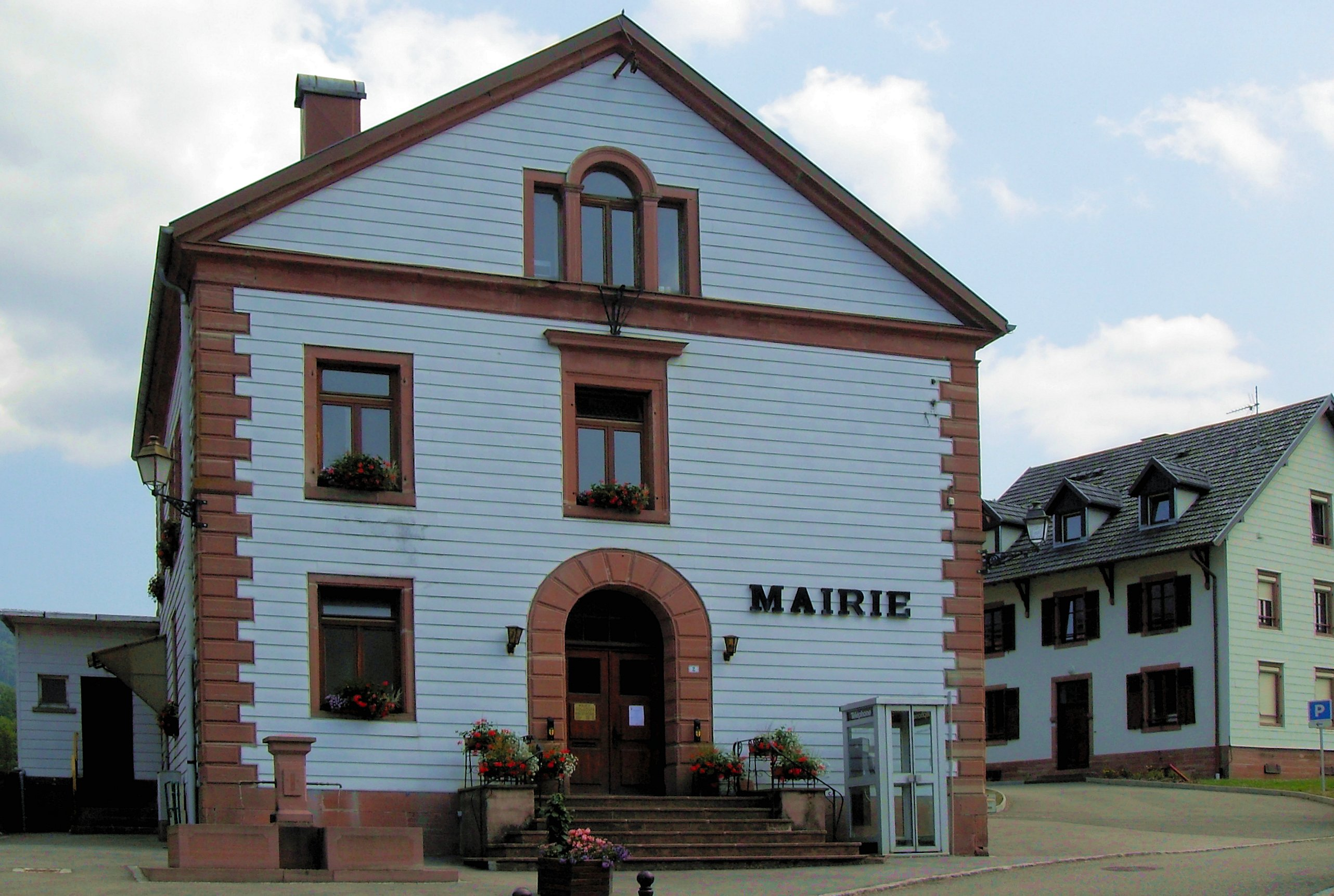
La mairie de Ranrupt.

### Liste des maires
| Période                                  | Période  | Identité        | Étiquette | Qualité |
| ---------------------------------------- | -------- | --------------- | --------- | ------- |
| Les données manquantes sont à compléter. |          |                 |           |         |
| mars 1988                                | 2001     | Jacques Cuny    |           |         |
| mars 2014                                | En cours | Thierry Sieffer | PS        |         |

## Population et société

### Démographie
L'évolution du nombre d'habitants est connue à travers les recensements de la population effectués dans la commune depuis 1793. Pour les communes de moins de 10 000 habitants, une enquête de recensement portant sur toute la population est réalisée tous les cinq ans, les populations de référence des années intermédiaires étant quant à elles estimées par interpolation ou extrapolation. Pour la commune, le premier recensement exhaustif entrant dans le cadre du nouveau dispositif a été réalisé en 2008.

En 2022, la commune comptait 308 habitants, en évolution de −9,68 % par rapport à 2016 (Bas-Rhin : +3,17 %, France hors Mayotte : +2,11 %).
| 1793 | 1800 | 1806 | 1821  | 1831  | 1836  | 1841  | 1846  | 1851  |
| ---- | ---- | ---- | ----- | ----- | ----- | ----- | ----- | ----- |
| 785  | 781  | 931  | 1 043 | 1 160 | 1 344 | 1 368 | 1 318 | 1 325 |

| 1856  | 1861  | 1866  | 1871  | 1875  | 1880  | 1885 | 1890 | 1895 |
| ----- | ----- | ----- | ----- | ----- | ----- | ---- | ---- | ---- |
| 1 202 | 1 301 | 1 346 | 1 288 | 1 191 | 1 047 | 949  | 944  | 869  |

| 1900 | 1905 | 1910 | 1921 | 1926 | 1931 | 1936 | 1946 | 1954 |
| ---- | ---- | ---- | ---- | ---- | ---- | ---- | ---- | ---- |
| 832  | 837  | 784  | 695  | 658  | 611  | 587  | 513  | 429  |

| 1962 | 1968 | 1975 | 1982 | 1990 | 1999 | 2006 | 2008 | 2013 |
| ---- | ---- | ---- | ---- | ---- | ---- | ---- | ---- | ---- |
| 399  | 360  | 309  | 277  | 297  | 293  | 337  | 349  | 349  |

| 2018 | 2022 | - | - | - | - | - | - | - |
| ---- | ---- | - | - | - | - | - | - | - |
| 318  | 308  | - | - | - | - | - | - | - |

## Culture locale et patrimoine

### Lieux et monuments
- L'église Saint-Vincent.

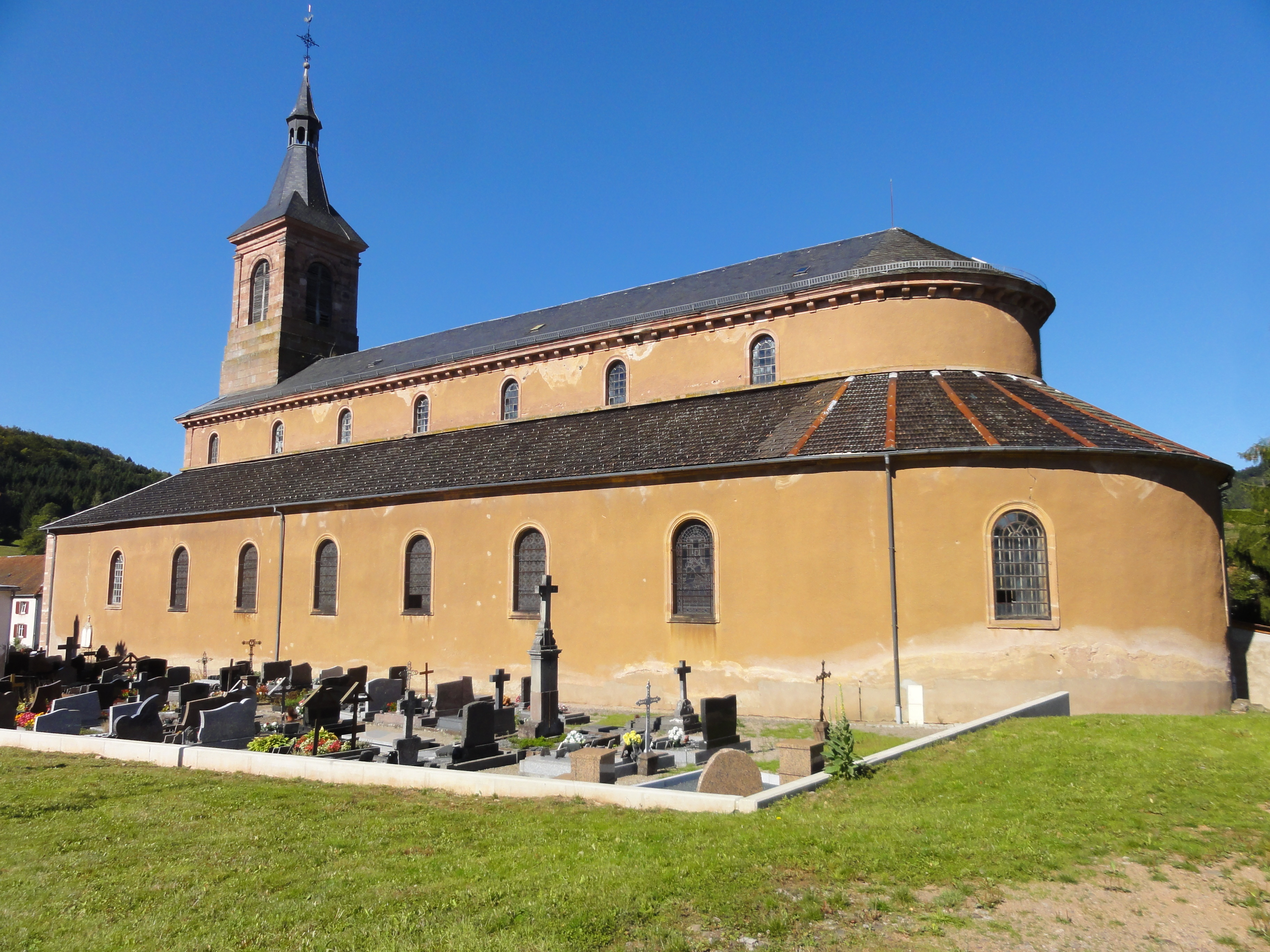
Église Saint-Vincent.
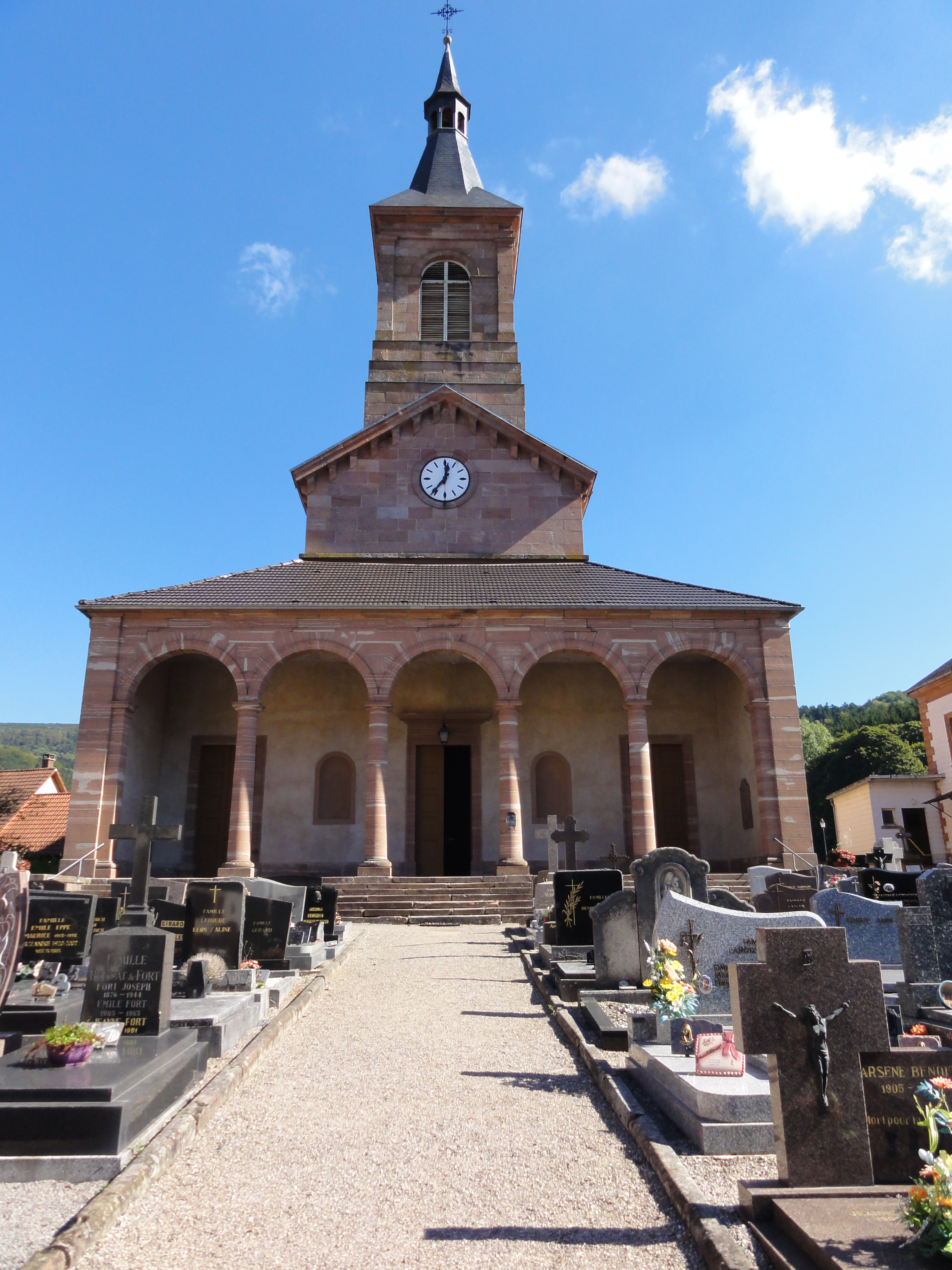
Porche et clocher.
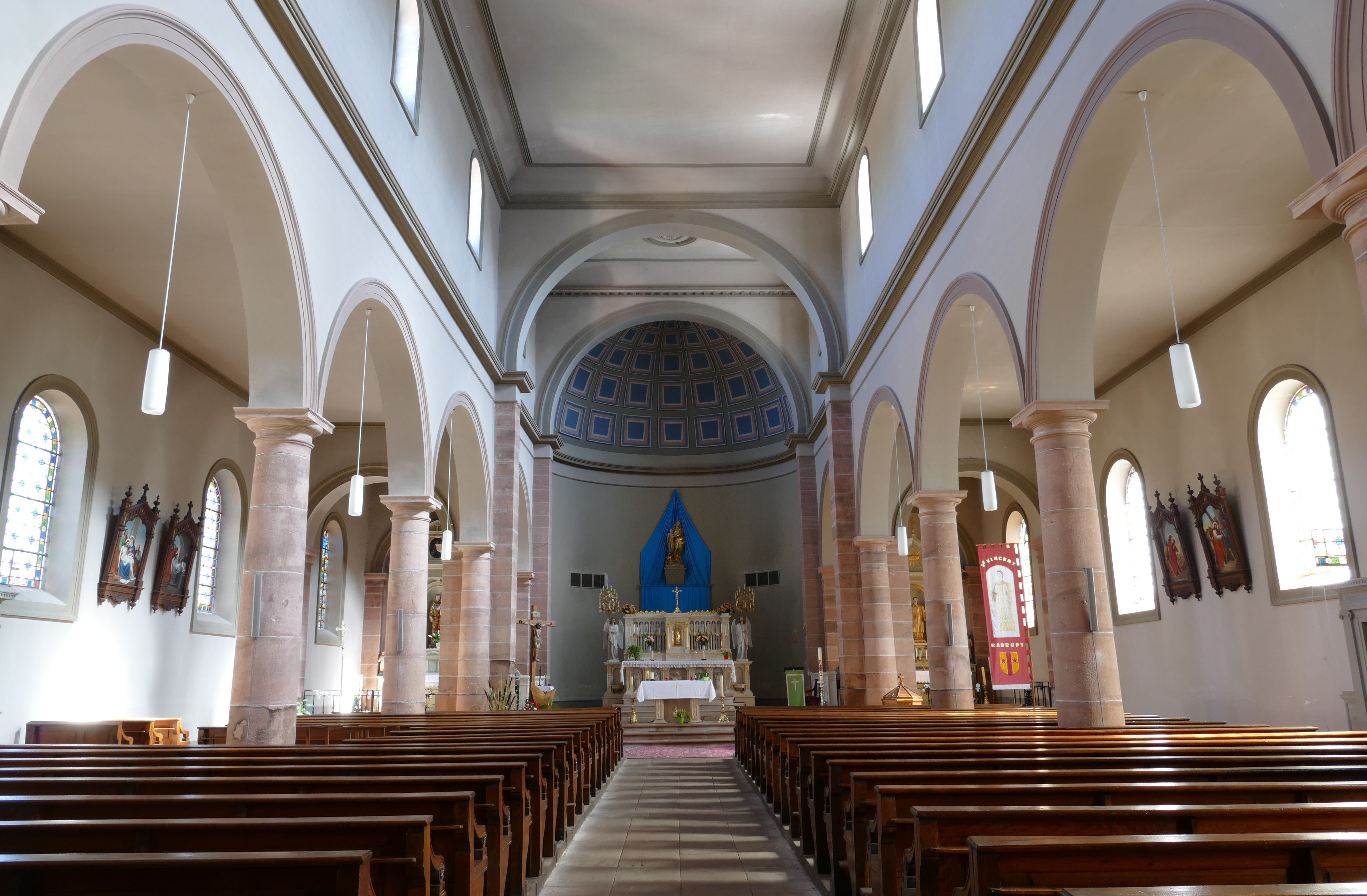
Vue intérieure de la nef vers le chœur.
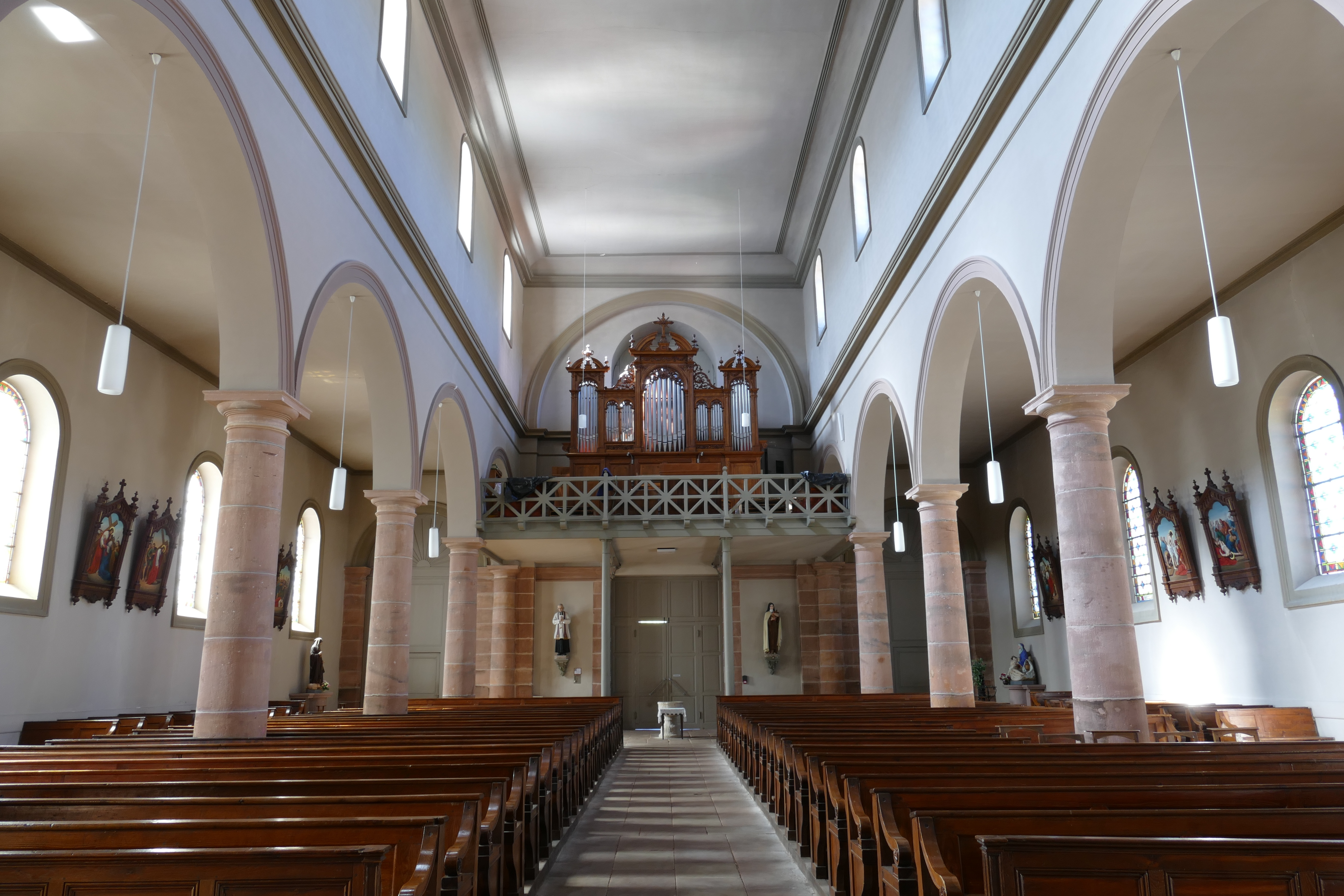
Vue intérieure de la nef vers la tribune de l'orgue Kriess (1900).

- L'auberge du Climont, la tour de l'église sont visibles sur la place de la Mairie ensoleillée.

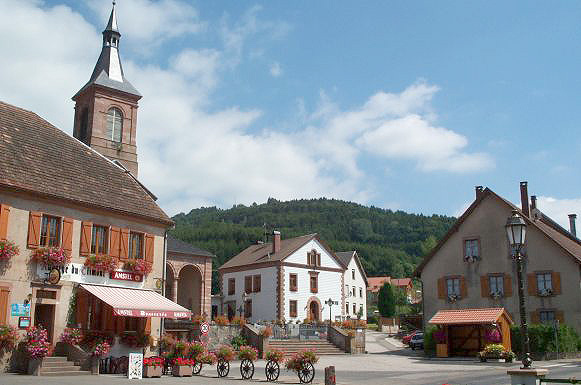
Le village, vu du monument aux morts.

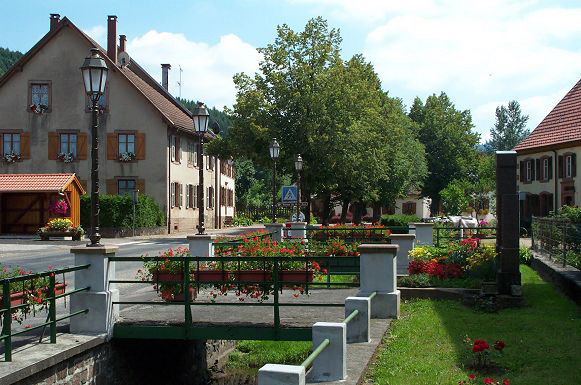
Le village et le monument aux morts.

- La rivière canalisée, la Climontaine, à côté d'une rangée de lampadaires ouvragés jouxtant la route principale, rend hommage aux monuments aux morts des guerres du vingtième siècle.

Quelques éléments du patrimoine peuvent être signalés :
- l'ancienne scierie du Haut Fer, achetée et restaurée par la commune, est aujourd'hui protégée par son inscription à l'inventaire alsacien en 1995. Elle représente un lieu de maîtrise de la force hydraulique, attestée dès le XIIe siècle dans les contrées d'Europe occidentale. La visite propose un test de connaissance sur les diverses essences de bois ainsi que le savoir-faire traditionnel du sagard, c'est-à-dire le scieur en dialecte vosgien ;
- le plafond en écorce de la chapelle Notre-Dame-des-Malades ;
- les hameaux de Stampoumont et de Fonrupt témoignent de l’architecture rurale vosgienne ;
- à la Salcée, les nostalgiques de la cuisine fruitée de nos grand-mères se régalent en goûtant quelques-unes des trente variétés de confitures du Climont préparées à partir de recettes dont Fabrice Krencker garde jalousement le secret.

### Personnalités liées à la commune
- Thomas Bloch (1962), musicien, dont la famille maternelle (Odile Ferry) gère l'auberge du Climont depuis plusieurs générations.
- René Fonck (1894-1953), aviateur surnommé l'« as des as » pendant la première guerre mondiale et homme politique français (fils d'un sagard originaire de Ranrupt).

### Héraldique
| Blason de Ranrupt | Blason  | D'or au pal de gueules accosté de deux étoiles du même. |
| Blason de Ranrupt | Détails |                                                         |

### Sources
- G. Aub-Buscher, Le parler rural de Ranrupt, Paris, 1962.
- J. Braun, Les voies romaines du canton d'Obernai, Revue d'Alsace, 97 (1957).
- Statistiques des Vosges
- Article Ranrupt, Encyclopédie de l'Alsace, Édition Edisud-Total, 1984.
- Documents administratifs, communauté de communes de la Haute-Vallée de la Bruche